# Молодёжный чемпионат Украины по футболу 2006/2007
3-й чемпионат Украины по футболу среди дублёров проходил с июля 2006 года, по май 2007 г. Чемпионом стала команда дублёров киевского «Динамо».

## Участники
В турнире дублёров в 2006—2007 годах принимали участие дублирующие составы 16 команд высшей лиги:
| - «Арсенал» Киев - «Ворскла» Полтава - «Динамо» Киев - «Днепр» Днепропетровск - «Заря» Луганск - «Ильичёвец» Мариуполь - «Карпаты» Львов - «Кривбасс» Кривой Рог | - «Металлист» Харьков - «Металлург» Донецк - «Металлург» Запорожье - «Сталь» Алчевск - «Таврия» Симферополь - «ФК Харьков» Харьков - «Черноморец» Одесса - «Шахтёр» Донецк |

## Итоговая таблица
|    | Команда                | И  | В  | Н  | П  | МЗ | МП | О  |
| -- | ---------------------- | -- | -- | -- | -- | -- | -- | -- |
| 1  | «Динамо» Киев          | 30 | 21 | 7  | 2  | 86 | 24 | 70 |
| 2  | «Шахтёр» Донецк        | 30 | 20 | 5  | 5  | 74 | 37 | 65 |
| 3  | «Черноморец» Одесса    | 30 | 19 | 4  | 7  | 46 | 27 | 61 |
| 4  | «Ильичёвец» Мариуполь  | 30 | 18 | 6  | 6  | 63 | 27 | 60 |
| 5  | «Днепр» Днепропетровск | 30 | 16 | 8  | 6  | 56 | 32 | 56 |
| 6  | «ФК Харьков» Харьков   | 30 | 12 | 7  | 11 | 47 | 46 | 43 |
| 7  | «Ворскла» Полтава      | 30 | 12 | 6  | 12 | 37 | 33 | 42 |
| 8  | «Карпаты» Львов        | 30 | 11 | 6  | 13 | 48 | 46 | 39 |
| 9  | «Металлург» Запорожье  | 30 | 10 | 9  | 11 | 37 | 37 | 39 |
| 10 | «Металлист» Харьков    | 30 | 12 | 5  | 13 | 34 | 56 | 41 |
| 11 | «Сталь» Алчевск        | 30 | 9  | 8  | 13 | 33 | 50 | 35 |
| 12 | «Кривбасс» Кривой Рог  | 30 | 9  | 5  | 16 | 31 | 54 | 32 |
| 13 | «Таврия» Симферополь   | 30 | 7  | 4  | 19 | 27 | 76 | 25 |
| 14 | «Арсенал» Киев         | 30 | 4  | 10 | 16 | 19 | 50 | 22 |
| 15 | «Металлург» Донецк     | 30 | 4  | 8  | 18 | 30 | 46 | 20 |
| 16 | «Заря» Луганск         | 30 | 4  | 8  | 18 | 24 | 51 | 20 |

## Бомбардиры
| #  | Футболист           | Команда                          | Голы |
| -- | ------------------- | -------------------------------- | ---- |
| 1  | Александр Алиев     | «Динамо» Киев                    | 21   |
| 2  | Сергей Шевчук       | «Шахтёр» Донецк                  | 20   |
| 3  | Евгений Селезнев    | «Шахтёр» Донецк / «Арсенал» Киев | 16   |
| 4  | Дмитрий Лёпа        | «Днепр» Днепропетровск           | 15   |
| 5  | Александр Антоненко | «Ильичёвец» Мариуполь            | 11   |
| 6  | Сергей Мотуз        | «Днепр» Днепропетровск           | 8    |
| 7  | Александр Згура     | «Черноморец» Одесса              | 8    |
| 8  | Денис Олейник       | «Динамо» Киев                    | 8    |
| 9  | Сергей Давыдов      | «Металлист» Харьков              | 8    |
| 10 | Владислав Голопёров | «Шахтёр» Донецк                  | 8    |